# جون فاركوهار مونرو
جون فاركوهار مونرو (بالإنجليزية: John Farquhar Munro)‏ هو سياسي بريطاني، ولد في 26 أغسطس 1934 في المملكة المتحدة، وتوفي بنفس المكان في 26 يناير 2014. حزبياً، نشط في Scottish Liberal Democrats ‏ والديمقراطيون الليبراليون. في الانتخابات النيابية العمومية الاسكتلندية 2007 ‏، انتخب عضو البرلمان الاسكتلندي الثالث ‏ عن دائرة Ross, Skye and Inverness West (Scottish Parliament constituency) ‏ وقد انضم خلال فترته النيابية ‏ (3 مايو 2007 – 22 مارس 2011)  للكتلة البرلمانية Scottish Liberal Democrats ‏ وفي الانتخابات النيابية العمومية الاسكتلندية 2003 ‏، انتخب عضو البرلمان الاسكتلندي الثاني ‏ عن دائرة Ross, Skye and Inverness West (Scottish Parliament constituency) ‏ وقد انضم خلال فترته النيابية ‏ (1 مايو 2003 – 2 أبريل 2007)  للكتلة البرلمانية Scottish Liberal Democrats ‏ وفي الانتخابات النيابية العمومية الاسكتلندية 1999 ‏، انتخب عضو البرلمان الاسكتلندي الأول ‏ عن دائرة Ross, Skye and Inverness West (Scottish Parliament constituency) ‏ وقد انضم خلال فترته النيابية ‏ (6 مايو 1999 – 31 مارس 2003)  للكتلة البرلمانية Scottish Liberal Democrats ‏.